# Presidents de l'Atlètic de Madrid
Des de la seva fundació, i fins que la Llei de l'Esport va obligar la majoria dels clubs a convertir-se en Societats Anònimes Esportives, l'Atlètic de Madrid estava dirigit per un president elegit pels socis. Després de la transformació en SAE, el President del Consell ho és també de l'Atlètic de Madrid.
Al llarg de la seva història tan sols dos presidents han estat al capdavant del club en dues ocasions diferents: Julián Ruete, el primer mandat del qual va ser entre 1912 i 1919, i que va tornar un any més tard a la presidència, en la qual va romandre fins al 1923, i Vicente Calderón, que va ser president entre 1964 i 1980 i entre 1982 i 1987.
Sumant els seus dos mandats, Vicente Calderón és qui més temps ha estat en el càrrec, amb un total de 21 anys. Després d'ell hi ha Jesús Gil, amb 16 anys a la presidència, Julián Ruete amb 10 i Javier Barroso i Enrique Cerezo amb 9.
A continuació s'enumeren els diferents presidents del club:
| #  | President                                             | Període          |
| -- | ----------------------------------------------------- | ---------------- |
| 1  | Enrique Allende Allende                               | 1903             |
| 2  | Eduardo de Acha y Otáñez                              | 1903-1907        |
| 3  | Ricardo de Gondra y Lazurtegui                        | 1907-1909        |
| 4  | Ramón de Cárdenas y Pastor                            | 1909-1912        |
| 5  | Julián Ruete Muniesa                                  | 1912-1919        |
| 6  | Álvaro de Aguilar y Gómez-Acebo                       | 1919-1920        |
| 7  | Julián Ruete Muniesa                                  | 1920-1923        |
| 8  | Juan Estefanía Mendicute                              | 1923-1926        |
| 9  | Luciano Urquijo Pangua                                | 1926-1931        |
| 10 | Rafael González Iglesias                              | 1931-1935        |
| 11 | José Luis del Valle-Iturriaga                         | 1935-1936        |
| 12 | José María Fernández Cabello                          | 1936-1939        |
| 13 | Francisco Vives Camino                                | 1939             |
| 14 | Luis Navarro Garnica                                  | 1939-1941        |
| 15 | Manuel Gallego Suárez-Somonte                         | 1941-1945        |
| 16 | Juan Touzón Jurjo                                     | 1946-1947        |
| 17 | Cesáreo Galíndez Sánchez                              | 1947-1952        |
| 18 | Luis Benítez de Lugo y Ascanio, Marqués de la Florida | 1952-1955        |
| 19 | Jesús Suevos Fernández-Jove                           | 1955             |
| 20 | Javier Barroso Sánchez-Guerra                         | 1955-1964        |
| 21 | Vicente Calderón Pérez-Cavada                         | 1964-1980        |
| 22 | Ricardo de Irezábal Benguría                          | 1980             |
| 23 | Alfonso Cabeza Borque                                 | 1980-1982        |
| 24 | Antonio del Hoyo Álvarez                              | 1982             |
| 25 | Agustín Cotorruelo Sendagorta                         | 1982             |
| 26 | Vicente Calderón Pérez-Cavada                         | 1982-1987        |
| 27 | Francisco Javier Castedo Álvarez                      | 1987             |
| 28 | Jesús Gil y Gil                                       | 1987-2003        |
| 29 | Enrique Cerezo Torres                                 | 2003- actualitat |